# Stenoporpia jemezata
Stenoporpia jemezata là một loài bướm đêm trong họ Geometridae.